# Pantos Logistics
Pantos Logistics es una compañía coreana de Servicios de transporte y logística que tiene cobertura a nivel internacional. Es la primera empresa logística en Corea y una de las empresas más grandes del mundo en este sector. La compañía se fundó en 1977 y tiene su sede principal en Seúl, Corea del Sur.
Pantos opera una red de 353 sucursales y almacenes en 37 países de Asia, América del Norte, América Latina, Europa, CEI, Oriente Medio y África. Ahora, la empresa emplea aproximadamente 6.800 personas a nivel mundial.

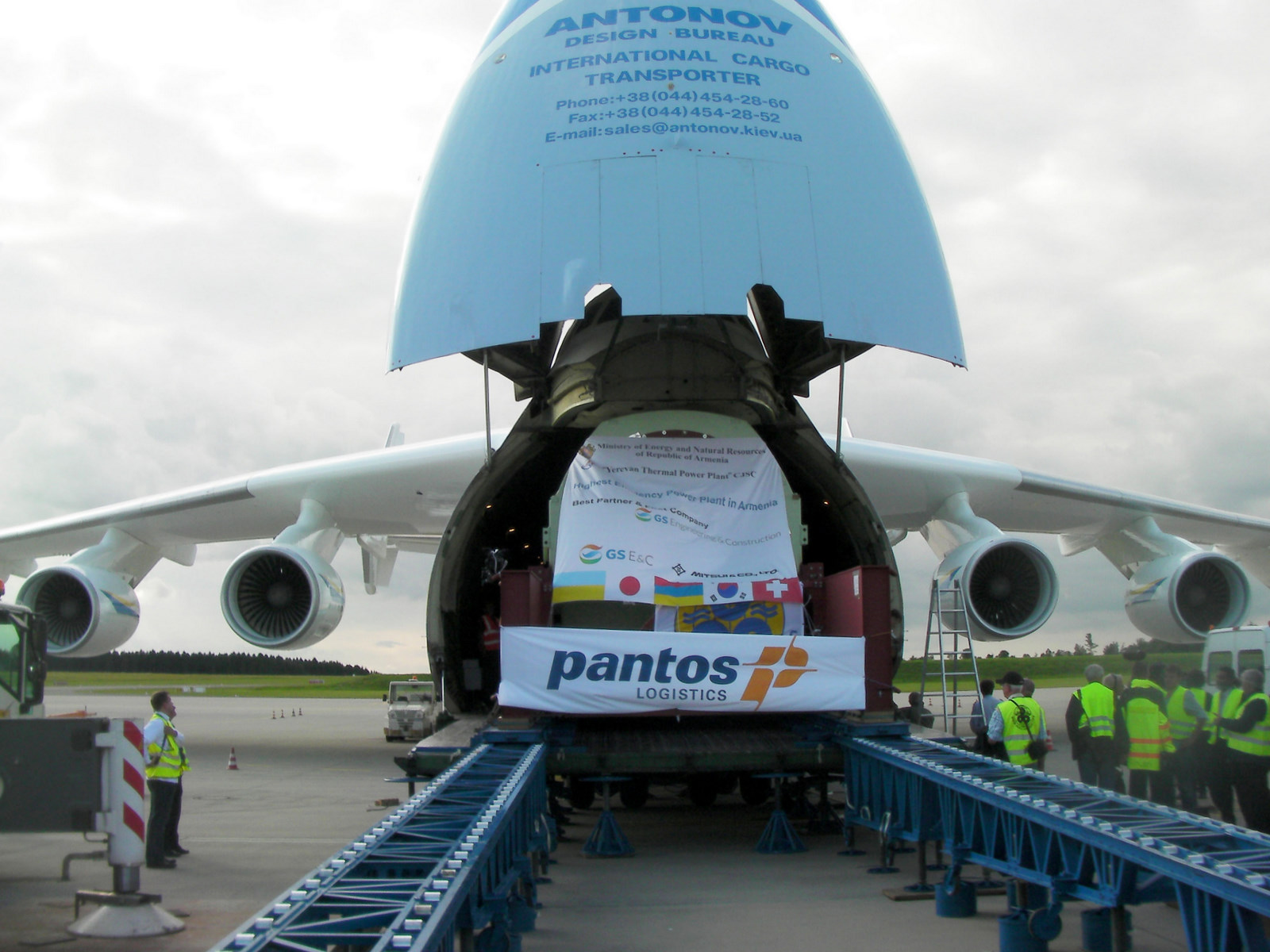
Transporte de carga de proyectos

 La gama de servicios ofrecidos por Pantos Logistics incluye: el transporte aéreo, marítimo, por carretera y ferrocarril, los servicios de almacenaje y distribución, el transporte de carga de proyectos, un servicio de consultoría logística, el envío express (International Express), los servicios de Terminal y despacho de aduanas.

Actualmente, la empresa tiene más de 13.000 clientes en varios sectores: la electrónica, la maquinaria, la industria automovilística, la química, los bienes de consumo, los productos farmacéuticos y de la construcción.

En 2010, Pantos Logistics alcanzó la vigésima-sexta posición del mundo en su sector (por los ingresos), la cuarta en transporte marítimo y la décima en transporte aéreo (por volumen). Desde el año 2000, el tamaño y el alcance de Pantos ha aumentado de manera constante, triplicando sus ingresos entre los años 2003 hasta 2009. En 2010, los ingresos de Pantos fueron de 3 mil millones USD.

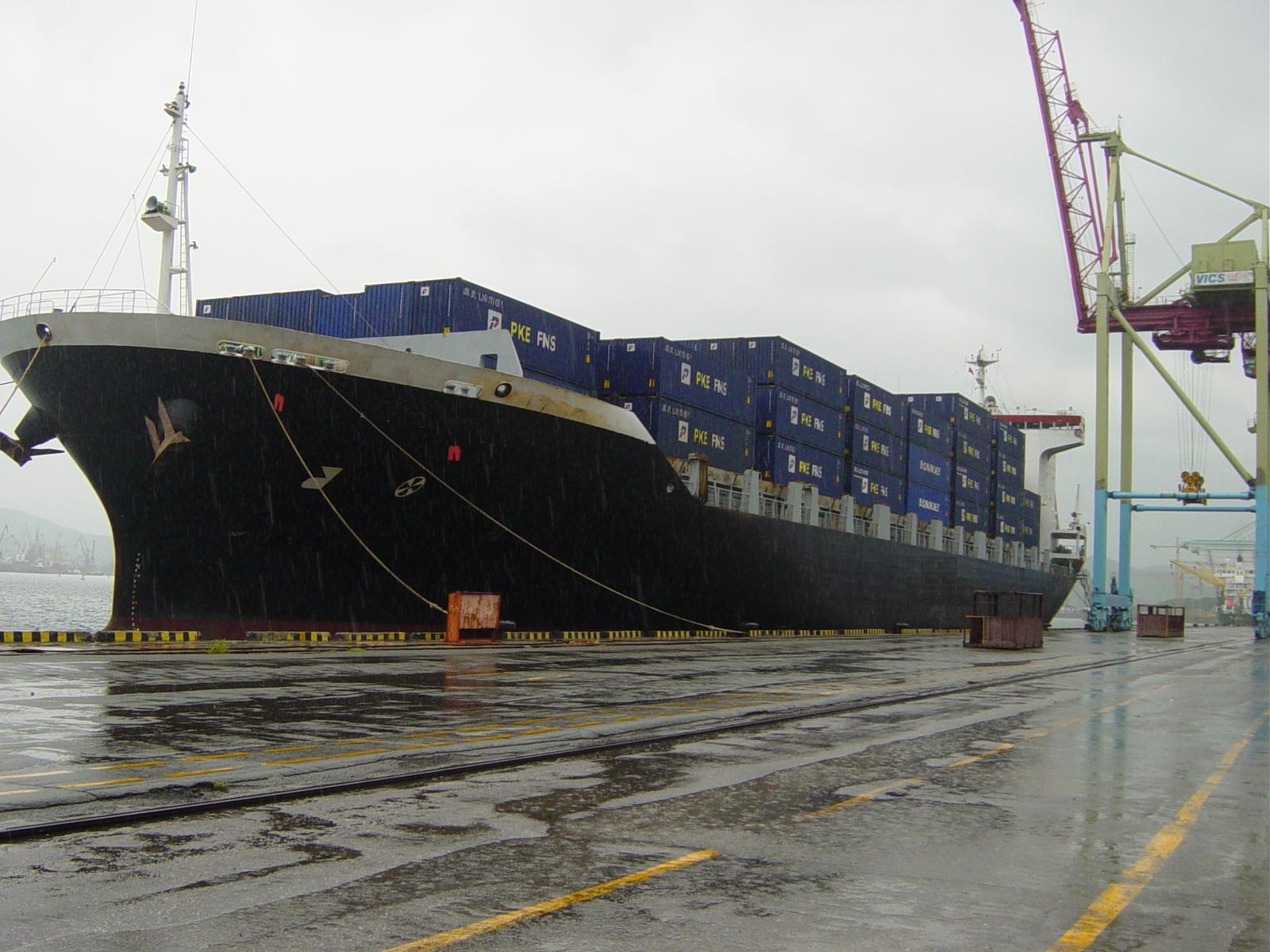
Transporte marítimo

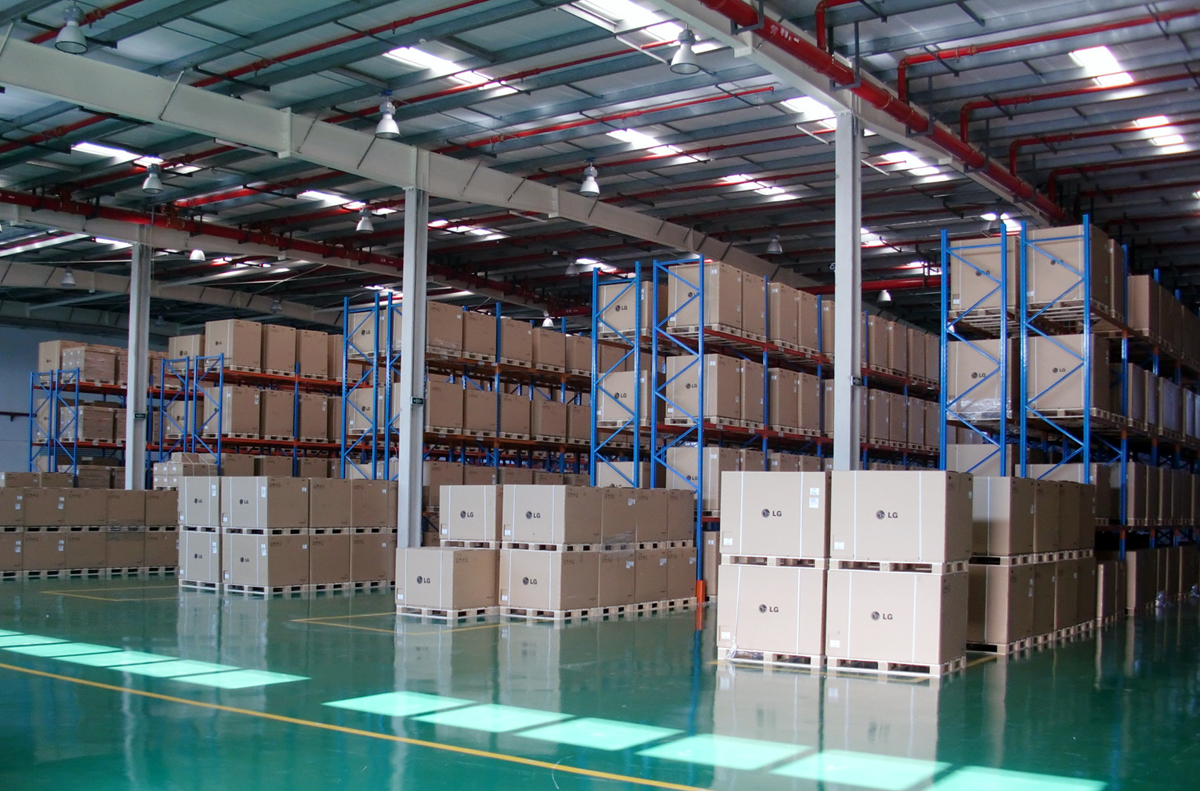
Servicio de almacenaje

## Pantos en los países hispanohablantes
Ahora, Pantos opera sucursales y almacenes en tres países hispanohablantes, España (Valencia y Madrid), México (Monterrey, Reynosa, Mexicali,México DF) y Panamá. 
En el año 2012, la empresa planea abrir nuevas sucursales en Colombia, Perú, Chile y Argentina.